# Carly Gullicksonová
Carly Gullicksonová (* 26. listopadu 1986, Cincinnati, Ohio) je americká profesionální tenistka. Její nejvyšší postavení na žebříčku WTA ve dvouhře bylo 123. místo (20. červenec 2009). Na turnajích okruhu WTA vyhrála 2 turnaje ve čtyřhře a v rámci série ITF 2 turnaje ve dvouhře a 16 ve čtyřhře. Dosud největším úspěchem je zisk titulu ve smíšené čtyřhře na grandslamu US Open 2009 společně s krajanem Travisem Parrottem, se kterým do turnaje nastoupili na divokou kartu od pořadatelů.
Je dcerou bývalého hráče baseballové major league Billla Gullicksona.

## Finálová utkání na Grand Slamu (1)

### Smíšená čtyřhra - výhry (1)
| Rok  | Turnaj  | Povrch | Spoluhráč      | Finalisté                  | Výsledek |
| 2009 | US Open | tvrdý  | Travis Parrott | Cara Blacková Leander Paes | 6–2, 6–4 |

## Finálové účasti na turnajích WTA (3)

### Čtyřhra - výhry (2)
| Legenda                |
| Kategorie Tier III (2) |

| Č. | Datum            | Turnaj         | Povrch | Spoluhráčka             | Finalistky                        | Výsledek |
| 1. | 1. listopad 2004 | Quebec, Kanada | tvrdý  | María Emilia Salerniová | Els Callensová Samantha Stosurová | 7-5, 7-5 |
| 2. | 30. říjen 2006   | Quebec, Kanada | tvrdý  | Laura Granvilleová      | Jill Craybasová Alina Židkovová   | 6-3, 6-4 |

### Čtyřhra - prohry (1)
| Legenda                     |
| Kategorie International (1) |

| Č. | Datum         | Turnaj            | Povrch | Spoluhráčka    | Vítězky                        | Výsledek |
| 1. | 27. září 2009 | Soul, Jižní Korea | tvrdý  | Nicole Krizová | Čan Jung-žan Abigail Spearsová | 6-3, 6-4 |

## Turnaje ITF

### Dvouhra - výhry (2)
- 2008 – $25 000 Hammond, USA
- 2005 – $50 000 Charlottesville, USA

### Čtyřhra - výhry (16)
- 2009 – $50 000 Charlottesville, USA spoluhráčka:  Nicole Krizová
- 2009 – $75 000 Dothan, USA spoluhráčka:  Julie Ditty
- 2008 – $50 000 Lawrenceville, USA spoluhráčka:  Julie Ditty
- 2008 – $75 000 Albuquerque, USA spoluhráčka:  Julie Ditty
- 2008 – $50 000 Vancouver, Kanada spoluhráčka:  Nicole Krizová
- 2008 – $50 000 Allentown, USA spoluhráčka:  Nicole Krizová
- 2008 – $25 000 La Quinta, USA spoluhráčka:  Shenay Perryová
- 2008 – $25 000 Surprise, USA spoluhráčka:  Shenay Perryová
- 2007 – $25 000 Pelham, USA spoluhráčka:  Nicole Krizová
- 2006 – $50 000 San Francisco, USA spoluhráčka:  Laura Granville
- 2006 – $25 000 Allentown, USA spoluhráčka:  Tetiana Lužanská
- 2005 – $75 000 Pittsburgh, USA spoluhráčka:  Teryn Ashleyová
- 2005 – $50 000 Los Gatos, USA spoluhráčka:  Teryn Ashleyová
- 2005 – $75 000 Dothan, USA spoluhráčka:  Galina Voskobojevová
- 2005 – $50 000 Orange, USA spoluhráčka:  Jennifer Hopkinsová
- 2004 – $75 000 Albuquerque, USA spoluhráčka:  Maureen Drakeová

## Postavení na žebříčku WTA na konci sezóny

### Dvouhra
| Rok    | 2002 | 2003   | 2004   | 2005   | 2006   | 2007   | 2008   | 2009   |
| Pořadí | 718. | ▲ 227. | ▼ 398. | ▲ 199. | ▼ 202. | ▼ 413. | ▲ 155. | ▼ 169. |

### Čtyřhra
| Rok    | 2004 | 2005  | 2006  | 2007   | 2008  | 2009  |
| Pořadí | 145. | ▲ 88. | ▲ 61. | ▼ 234. | ▲ 87. | ▲ 74. |